# Turčianske Kľačany
Turčianske Kľačany (bis 1946 nur „Kľačany“; ungarisch Vágkelecsény – bis 1907 Klicsin sowie Klicsén) ist eine Gemeinde im Norden der Slowakei mit 1053 Einwohnern (Stand 31. Dezember 2024), die zum Okres Martin, einem Teil des Žilinský kraj, gehört und zur traditionellen Landschaft Turz gezählt wird.

## Geographie

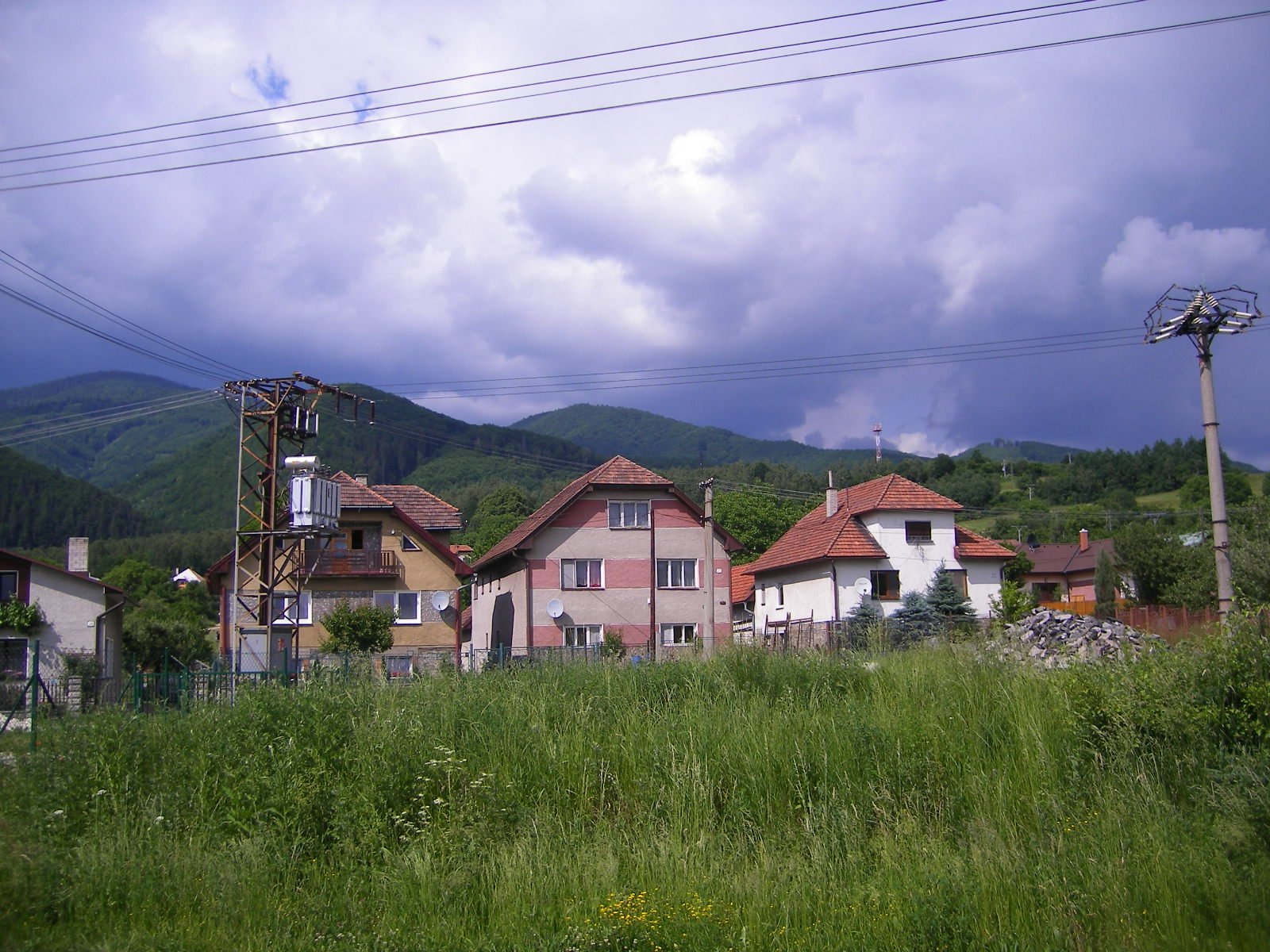
Ein Teil des Ortes mit der Kleinen Fatra im Hintergrund

Die Gemeinde befindet sich im Nordteil des Talkessels Turčianska kotlina am Fuße der nördlich gelegenen Kleinen Fatra und wird vom Bach Kľačiansky potok durchflossen. Unmittelbar südlich des Ortes fließen der Kanal Krpeliansky kanál sowie die Waag. Der höchste Punkt ist der Berg Kľačianska Magura am oberen Ende des Tals Kľačianska dolina, der 1367 m n.m. misst. Das Ortszentrum liegt auf einer Höhe von 410 m n.m. und ist sechs Kilometer von Vrútky sowie elf Kilometer von Martin entfernt (jeweils Straßenentfernung).
Nachbargemeinden sind Lipovec im Westen und Nordwesten, Sučany im Osten und Südosten, Martin im Süden und Vrútky im Südwesten.

## Geschichte

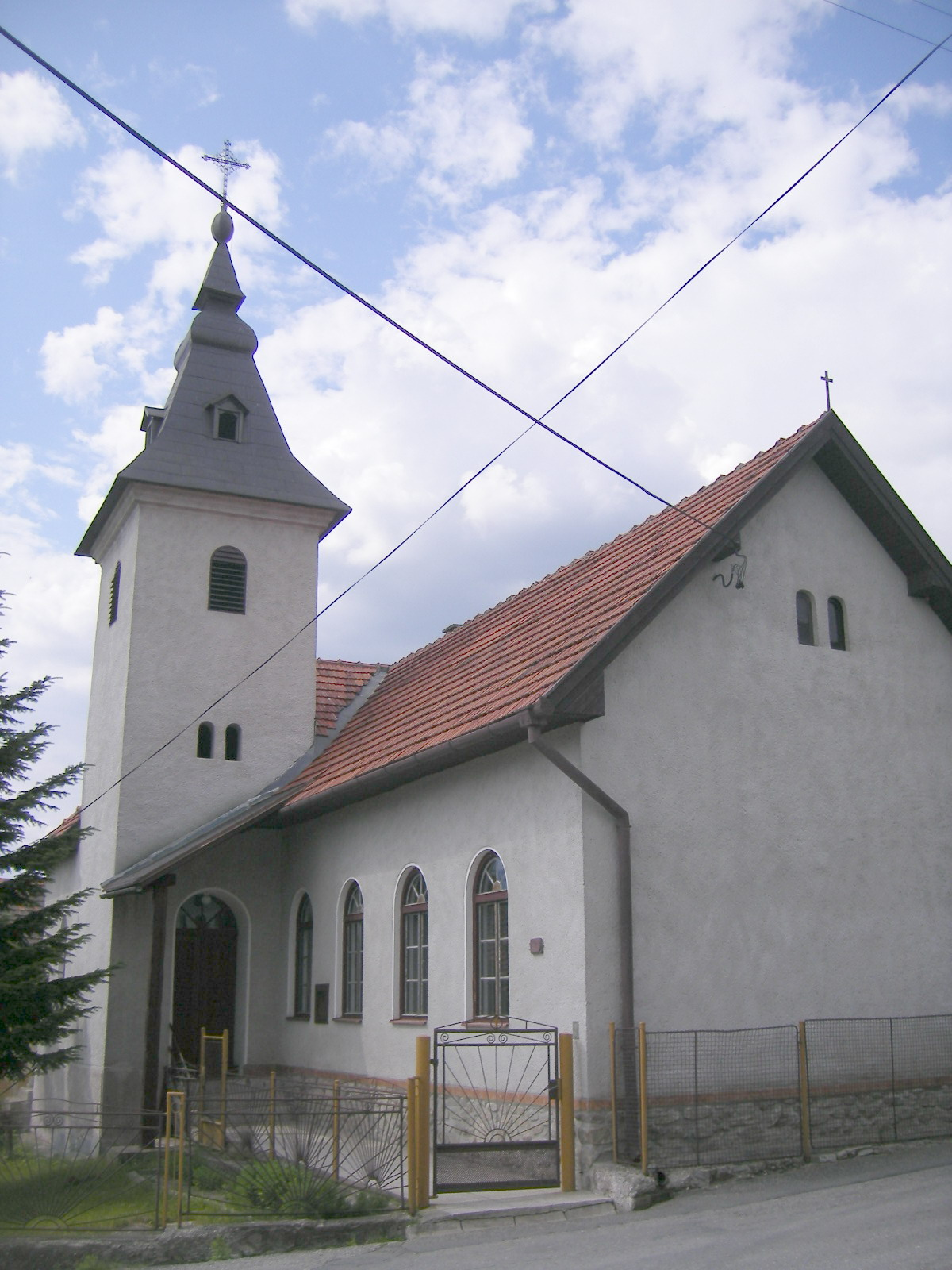
Kirche von Turčianske Kľačany

Der Ort wurde zum ersten Mal 1374 schriftlich erwähnt (andere Quellen geben erst 1403 als Kelechen an). Er gehörte zum Herrschaftsgut der Burg Sklabiňa, im 18. und 19. Jahrhundert dem Geschlecht Révay. Gegen Ende des 15. Jahrhunderts wurden walachische Siedler in die teilweise verwüstete Ortschaft angesiedelt und waren als Handwerker und Saisonarbeiter beschäftigt. 1828 zählte man 70 Häuser und 364 Einwohner.
Bis 1918 gehörte der im Komitat Turz liegende Ort zum Königreich Ungarn, kam danach zur Tschechoslowakei beziehungsweise heute Slowakei.

## Bevölkerung
| Jahr                | 1994 | 2004    | 2014     | 2024     |
| ------------------- | ---- | ------- | -------- | -------- |
| Anzahl der Personen | 809  | 842     | 933      | 1053     |
| Unterschied         |      | +4,07 % | +10,80 % | +12,86 % |

| Jahr                | 2023 | 2024    |
| ------------------- | ---- | ------- |
| Anzahl der Personen | 1049 | 1053    |
| Unterschied         |      | +0,38 % |

Nach der Volkszählung 2011 wohnten in Turčianske Kľačany 888 Einwohner, davon 835 Slowaken, sechs Tschechen, jeweils zwei Polen und Russinen und ein Magyare; acht Einwohner gaben eine andere Ethnie an. 34 Einwohner machten diesbezüglich keine Angabe. 404 Einwohner bekannten sich zur evangelischen Kirche A. B., 208 Einwohner zur römisch-katholischen Kirche, acht Einwohner zur evangelisch-methodistischen Kirche, sieben Einwohner zur griechisch-katholischen Kirche, fünf Einwohner zur kongregationalistischen Kirche und jeweils ein Einwohner zur orthodoxen Kirche, zur reformierten Kirche sowie zur tschechoslowakisch-hussitischen Kirche; sechs Einwohner bekannten sich zu einer anderen Konfession. 175 Einwohner waren konfessionslos und bei 72 Einwohnern wurde die Konfession nicht ermittelt.